# MSC World Europa
Die MSC World Europa ist ein Kreuzfahrtschiff von MSC Cruises und das Typschiff der World-Klasse. Es entstand auf der Werft Chantiers de l’Atlantique in Saint-Nazaire in Frankreich und wurde im Oktober 2022 abgeliefert. Sie ist das erste Schiff der World-Klasse von MSC Cruises und soll bis 2030 durch fünf Schwesterschiffe ergänzt werden.

## Geschichte

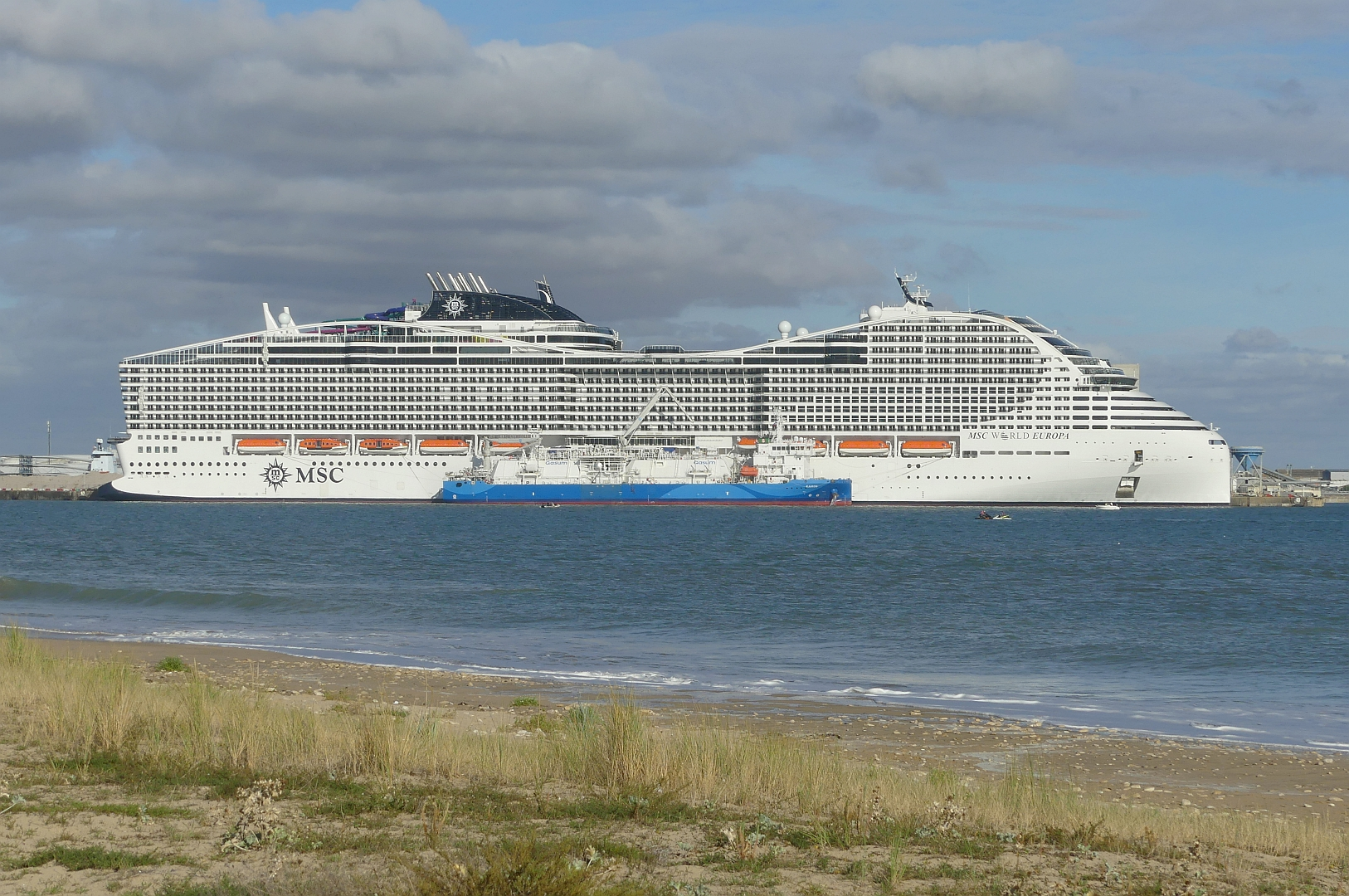
Seitenansicht der Wellenlinie, davor das LNG-Bunkerschiff Kairos

Im April 2016 stellte MSC Cruises seine neueste Klasse von Kreuzfahrtschiffen, die World-Klasse, vor. Das Unternehmen unterzeichnete im Élysée-Palast eine Absichtserklärung für bis zu vier Schiffe der World-Klasse von Chantiers de l’Atlantique im Wert von rund 4 Milliarden Euro. Jedes Schiff dieser Klasse wird mit 215.863 BRZ vermessen sein und über 2.633 Kabinen für eine Gästekapazität von rund 6.774 Passagieren verfügen, was die World-Klasse zu einer der größten Kreuzfahrtschiffsklassen der Welt machen wird. MSC kündigte außerdem an, dass alle Schiffe dieser Klasse mit Flüssigerdgas (LNG) angetrieben werden sollen.
Am 1. November 2019 enthüllte MSC den Namen des ersten Schiffes der World-Klasse als MSC Europa und hielt die Zeremonie des ersten Stahlschnitts ab. Am 29. Juni 2020 hielt MSC die Kiellegungszeremonie für das Schiff ab, bei der zwei Münzen als Glücksbringer unter den Kiel gelegt wurden. Der Name des Schiffe wurde nun mit MSC World Europa angegeben. Im Juni 2021 wurde es in ein Trockendock verlegt.
Die MSC World Europa wurde im Dezember 2021 zu Wasser gelassen und absolvierte im Juni 2022 ihre erste Probefahrt mit LNG im Atlantik. Das Schiff sollte ursprünglich bereits im Mai 2022 abgeliefert werden, verzögerte sich jedoch wegen der COVID-19-Pandemie bis Oktober 2022.
Im November 2019 unterzeichnete Katar einen Vertrag mit MSC, um die MSC World Europa und die MSC Poesia als Hotelschiff für die Fans der Fußball-Weltmeisterschaft 2022 zu chartern. Im September 2022 wurde bekannt, dass zusätzlich noch die MSC Opera als weiteres Hotelschiff gechartert wurde. Nachdem das Schiff am 13. November 2022 in Doha getauft wurde, begann am 20. November mit dem Start der Weltmeisterschaft auch der Hotelbetrieb im Hafen von Doha. Am 20. Dezember 2022 verließ die MSC World Europa zu ihrer Jungfernfahrt.
Erstmals kommen Brennstoffzellen auf einem Schiff von MSC zum Einsatz.

## Design und Spezifikationen

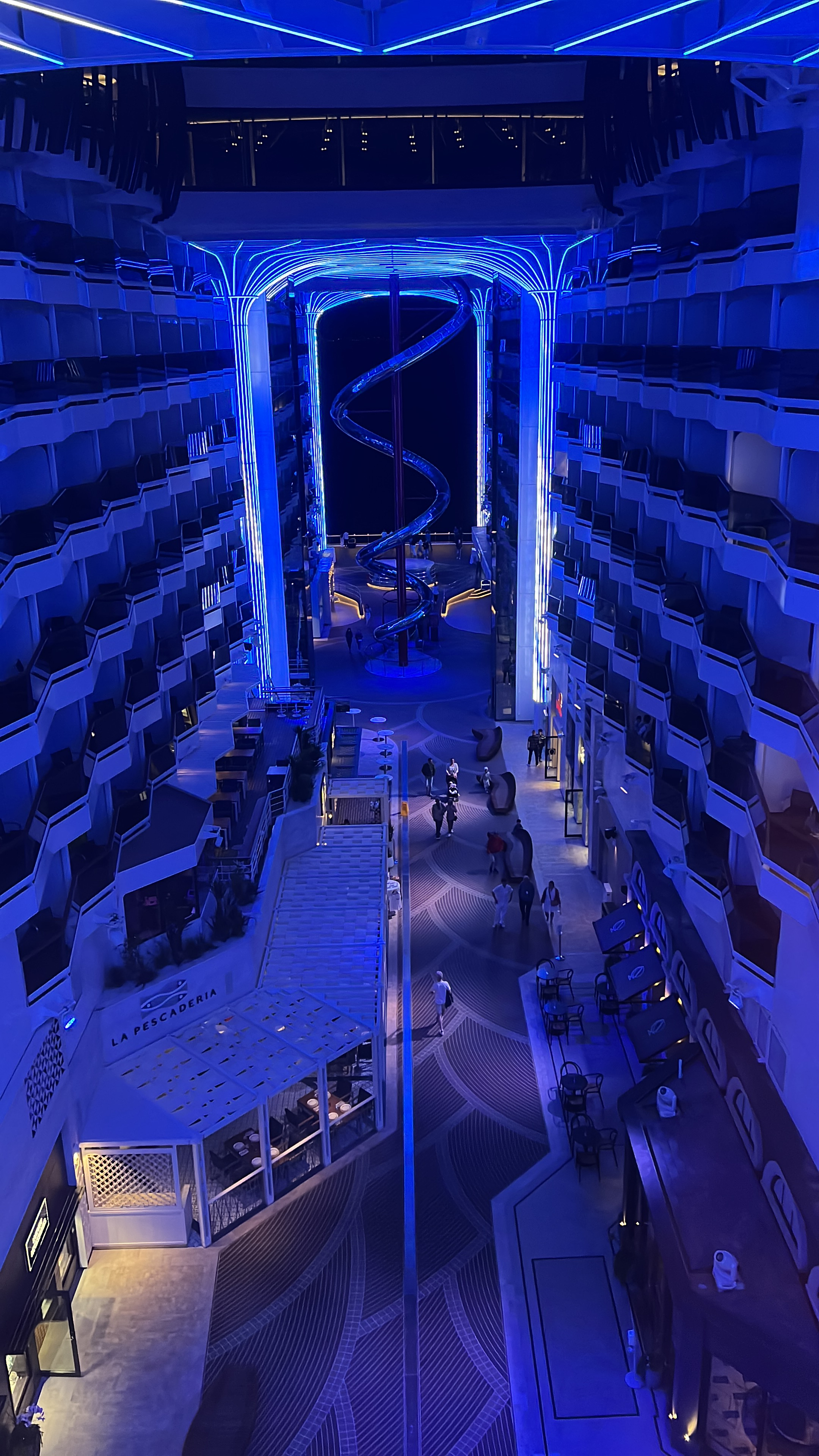
Die Promenade des Schiffes

Im Mai 2017 veröffentlichte MSC anlässlich der Übernahme der MSC Meraviglia von der Bauwerft STX France neue Details und Renderings der Schiffe der World-Klasse.
Jedes Schiff wird 332 m lang und 46 m breit sein. Die Schiffe verfügen über einen Y-förmigen Rumpf sowie über einen G-förmigen Bug, der Treibstoffeffizienz und Stabilität gewährleistet. Zu den ersten angekündigten Merkmalen gehörten quadratische Kabinen, eine gläserne Pool-Lounge und speziell für Familien konzipierte Abschnitte. Das Heck der Schiffe würde ebenfalls offen sein, wobei das untere Promenadendeck von Türmen mit Balkonkabinen flankiert würde. Die Kapazität der MSC World Europa beträgt 6.774 Passagiere in 2.700 Kabinen.
Da die MSC World Europa mit Flüssigerdgas angetrieben wird, kann sie Berichten zufolge im Vergleich zu Schiffen mit Dieselantrieb 99 % weniger Schwefeldioxid-Emissionen, 85 % weniger Stickoxid-Emissionen und 20 % weniger Kohlendioxid-Emissionen ausstoßen. Außerdem wird sie das weltweit erste Schiff sein, das mit einer LNG-betriebenen Brennstoffzelle ausgestattet ist. Der 50-Kilowatt-Brennstoffzellen-Demonstrator an Bord des Schiffes wird die Festoxid-Brennstoffzellentechnologie (SOFC) nutzen und Flüssigerdgas zur Erzeugung von Strom und Wärme an Bord verwenden, wodurch die Treibhausgasemissionen im Vergleich zu Schiffen mit LNG-Motoren ohne diese Technik um 30 % gesenkt werden sollen.
Am 24. Oktober 2022 wurde die MSC World Europa abgeliefert. Das Schiff ist das größte Kreuzfahrtschiff von MSC Cruises, sowie das erste, das mit Flüssigerdgas betrieben wird.